# Merrill Osmond
Pour les articles homonymes, voir Osmond.
Merrill Davis Osmond, né le 30 avril 1953 à Ogden dans l'Utah, est un musicien américain actuellement à la retraite. Il est principalement connu pour être le chanteur principal et bassiste du groupe de musique familial The Osmonds. Il a aussi eu une carrière solo.

## Biographie

### Jeunesse
Osmond est né dans la ville de Ogden dans l'État de l'Utah. Il est le cinquième des neuf enfants d'Olive May (née Davis; 1925-2004) et de George Virl Osmond (1917-2007).

## The Osmonds

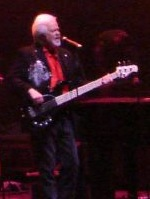
Osmond en concert en 2008

À partir de 1958, Merrill Osmond et ses trois frères (Alan, Wayne et Jay dans leur ordre d'âge respectif) commencent à chanter en tant que quatuor de barbiers. Ils sont découverts plus tard en 1961 par Jay Emerson Williams, le père d'Andy Williams, lors d'une représentation à Disneyland. Elle était filmée à l'occasion de l'épisode Disneyland After Dark de Le Monde merveilleux de Disney. En 1962, les quatre Osmonds sont les invités réguliers pendant sept ans de The Andy Williams Show de NBC, une émission de variétés musicales. Ils apparaissent également dans neuf épisodes de la série télévisée western ABC de 1963-1964, Les Voyages de Jaimie McPheeters, Merrill interprète le rôle du jeune Deuteronomy Kissel.